# LA7d
LA7d è un canale televisivo pubblico italiano di proprietà del gruppo Cairo Communication.
La programmazione è di tipo semigeneralista, dedicata al pubblico femminile.
La raccolta pubblicitaria della rete è affidata alla concessionaria Cairo Pubblicità. Lo speaker ufficiale della rete è Francesco Prando; in passato il ruolo di speaker di rete era affidato a Mary Cacciola.

## Storia
LA7d è rivolto, principalmente, ad un pubblico femminile. La "d" contenuta nel nome indica di fatto "donna".
Le trasmissioni sono partite il 22 marzo 2010 con il film in prima visione Non pensarci e lo spettacolo teatrale Il Milione - Quaderno Veneziano di Marco Paolini. A precedere il lancio ufficiale fu un video loop, in onda ancora successivamente durante le ore notturne, ambientato a bordo di un treno accompagnato dalla data di lancio ufficiale della rete, varie denominazioni contenute nella "d" presente nel logo e diverse citazioni celebri come Un viaggio di ricerca non consiste nel cercare nuove terre ma nell'avere nuovi occhi (Marcel Proust).
Tra la fine del 2010 e l'inizio del 2011 inizia la produzione anche di programmi in esclusiva per LA7d. Lo chef Alessandro Borghese e successivamente Simone Rugiati conducono dal lunedì al venerdì Cuochi e fiamme, Alba Parietti, con la collaborazione di Francesca Reggiani, dal 3 febbraio 2011 conduce, in prima serata, il talk show Alballoscuro, dal 5 febbraio 2011 Federica Ramacci conduce il talk politico Madama Palazzo. Francesca Senette, dal 24 febbraio 2011, in seconda serata conduce Effetti personali, mentre Michela Rocco di Torrepadula, dal 14 maggio 2011, Storie di Grandi Chef.
Dal 4 marzo 2013 assieme al canale madre LA7, il canale passa nelle mani di Cairo Communication che ne diventa il nuovo editore.
Il 29 aprile 2024 LA7d ha rinnovato logo, veste grafica e palinsesto, arricchito con oltre 1500 ore di contenuti televisivi, tra cui la serie Desperate Housewives - I segreti di Wisteria Lane. Il giorno dopo termina le trasmissioni in definizione standard, rimanendo solo in alta definizione.

## Diffusione
Il canale è attualmente disponibile in Italia sul digitale terrestre e sul satellite tramite Tivùsat e Sky e in Svizzera via cavo.
Il 15 luglio 2015 il canale è stato attivato sulla piattaforma Tivùsat e dal 30 luglio sul canale 34.
Il 29 settembre 2015 inizia le trasmissioni in HD in modalità terrestre sul canale 529 veicolate dal mux Cairo Due in conflitto con la numerazione del suo omologo in SD presente nel Mux TIMB 3.
Il 14 gennaio 2016, a fronte di una riorganizzazione della numerazione Tivùsat, il canale passa sul canale 29.
Dal 18 luglio 2016 il canale in formato SD viene veicolato anche dal mux Cairo Due.
Il 1º gennaio 2017 il canale cessa le trasmissioni sul mux TIMB 3.
Il 3 gennaio 2018 la versione HD viene temporaneamente sostituita da una copia in SD fino al 3 aprile 2018.
Il 28 dicembre 2020 la versione satellitare del canale passa alla codifica MPEG-4 e ricevibile quindi dai soli dispositivi abilitati all'alta definizione.
Il 5 luglio 2021 la versione HD viene eliminata dal digitale terrestre.
Il 25 marzo 2022 la versione satellitare passa all'HD.
Il 19 settembre 2022 approda sulla piattaforma satellitare Sky, in HD, alla numerazione 161.
Il 30 aprile 2024 la versione HD ritorna sul digitale terrestre, chiudendo la versione SD.

## Palinsesto attuale
Il palinsesto dell'emittente prevede la ritrasmissione di parte della programmazione attuale e passata di LA7, nel pieno stile di una catch up TV, assieme alla trasmissione di programmi inediti con una forte vocazione femminile.

### Intrattenimento
- I menù di Benedetta (dal 2011, repliche)
- Ti ci porto io (dal 2012, repliche)
- Sconosciuti - La nostra personale ricerca della felicità (dal 2024, repliche)
- Like - Tutto ciò che piace (dal 2019, repliche)
- In cucina con Sonia (dal 2020)
- Lingo - Parole in gioco (dal 2022, repliche)
- Ci vediamo in tribunale (dal 2024, repliche)
- Famiglie d'Italia (dal 2024)
- Mica Pizza e Fichi
- L'ingrediente perfetto: A tu per tu
- Bell'Italia in viaggio
- Eden  - Un pianeta da salvare (dal 2025)
- Eden - Missione pianeta (dal 2025)

### Sport
- Roshn Saudi League (dal 2023)
- Coppa del Mondo di ginnastica ritmica (dal 2024)

### Attuali
- Joséphine, ange gardien (dal 2013)
- Miss Marple (dal 2014)
- Army Wives
- Bull (dal 2024)
- Cougar Town (dal 2024)
- Desperate Housewives (dal 2024)
- Dharma & Greg (dal 2024)
- How I Met Your Mother (dal 2024)
- Modern Family (dal 2024)
- Ugly Betty (dal 2024)
- Padre Brown
- The Resident

### Passate
- Ally McBeal (2024)
- Brothers & Sisters
- Boston Legal
- Revenge
- Scandal

### Informazione
L'informazione è affidata al notiziario del canale principale LA7. Viene trasmesso dallo studio multimediale del telegiornale di quest'ultimo con un'unica edizione alle 18:10 dalla durata di 5 minuti. Inoltre, ogni mattina alle 6:00, viene replicata l'edizione notturna (andata in onda sul canale principale) dalla durata di 10 minuti.
- TG LA7 (dal 2010)
- Traffico (simulcast con La7)
- Oroscopo (simulcast con La7)
- 3B Meteo (al mattino in simulcast con La7)

### Cartoni animati
- Il barbiere pasticciere

## Direttori
| Nome                | Periodo   |
| ------------------- | --------- |
| Quintilio Tombolini | 2010-2011 |
| Paolo Ruffini       | 2011-2015 |
| Fabrizio Salini     | 2015-2017 |
| Andrea Salerno      | dal 2017  |

## Ascolti

### Share mensile di LA7d
Giorno medio mensile su target individui 4+.
| Anno | Gen   | Feb   | Mar   | Ap    | Mag   | Giu   | Lug   | Ago   | Set   | Ott   | Nov   | Dic   | Media anno |
| ---- | ----- | ----- | ----- | ----- | ----- | ----- | ----- | ----- | ----- | ----- | ----- | ----- | ---------- |
| 2010 | -     | -     | -     | -     | -     | 0,11% | 0,13% | 0,15% | 0,13% | 0,14% | 0,17% | 0,25% | 0,15%      |
| 2011 | 0,25% | 0,23% | 0,27% | 0,26% | 0,23% | 0,32% | 0,32% | 0,33% | 0,24% | 0,30% | 0,33% | 0,35% | 0,28%      |
| 2012 | 0,35% | 0,34% | 0,32% | 0,34% | 0,36% | 0,43% | 0,48% | 0,55% | 0,51% | 0,44% | 0,42% | 0,46% | 0,42%      |
| 2013 | 0,47% | 0,41% | 0,40% | 0,46% | 0,51% | 0,57% | 0,67% | 0,70% | 0,57% | 0,51% | 0,50% | 0,49% | 0,52%      |
| 2014 | 0,55% | 0,49% | 0,47% | 0,47% | 0,44% | 0,48% | 0,53% | 0,61% | 0,51% | 0,48% | 0,48% | 0,50% | 0,51%      |
| 2015 | 0,49% | 0,43% | 0,41% | 0,51% | 0,51% | 0,55% | 0,56% | 0,64% | 0,54% | 0,51% | 0,50% | 0,50% | 0,51%      |
| 2016 | 0,54% | 0,54% | 0,58% | 0,56% | 0,58% | 0,61% | 0,68% | 0,52% | 0,56% | 0,48% | 0,52% | 0,50% | 0,56%      |
| 2017 | 0,47% | 0,53% | 0,51% | 0,52% | 0,54% | 0,59% | 0,66% | 0,67% | 0,59% | 0,50% | 0,48% | 0,50% | 0,54%      |
| 2018 | 0,51% | 0,46% | 0,45% | 0,44% | 0,48% | 0,57% | 0,62% | 0,63% | 0,59% | 0,55% | 0,50% | 0,50% | 0,52%      |
| 2019 | 0,53% | 0,47% | 0,45% | 0,47% | 0,44% | 0,57% | 0,56% | 0,59% | 0,51% | 0,49% | 0,50% | 0,46% | 0,50%      |
| 2020 | 0,46% | 0,43% | 0,43% | 0,51% | 0,48% | 0,55% | 0,56% | 0,55% | 0,48% | 0,45% | 0,41% | 0,42% | 0,48%      |
| 2021 | 0,40% | 0,42% | 0,41% | 0,47% | 0,50% | 0,56% | 0,56% | 0,63% | 0,51% | 0,48% | 0,48% | 0,46% | 0,48%      |
| 2022 | 0,46% | 0,36% | 0,40% | 0,44% | 0,48% | 0,59% | 0,58% | 0,50% | 0,48% | 0,46% | 0,49% | 0,44% | 0,47%      |
| 2023 | 0,45% | 0,43% | 0,46% | 0,46% | 0,48% | 0,57% | 0,65% | 0,62% | 0,54% | 0,49% | 0,44% | 0,43% | 0,50%      |
| 2024 | 0,44% | 0,42% | 0,46% | 0,45% | 0,39% | 0,43% | 0,47% | 0,55% | 0,49% | 0,43% | 0,41% | 0,43% | 0,44%      |
| 2025 | 0,41% | 0,39% | 0,45% | 0,52% | 0,45% | 0,48% |       |       |       |       |       |       |            |

## Loghi

22 marzo 2010 - 28 aprile 2024
In uso dal 29 aprile 2024